# Mirosław Dzielski
Mirosław Dzielski (ur. 14 listopada 1941 w Bochni, zm. 15 października 1989 w Bethesda, USA) – polski filozof, polityk i działacz opozycyjny.

## Życiorys
Dzieciństwo spędził w Bochni. W latach 1959–1966 studiował fizykę na Uniwersytecie Jagiellońskim. Po ukończeniu studiów rozpoczął pracę w Zakładzie Filozofii Nauk Przyrodniczych Instytutu Filozofii Uniwersytetu Jagiellońskiego, z którym związany był do końca życia. W 1975 roku obronił doktorat.
Działalność publicystyczną rozpoczął na łamach krakowskiego „Studenta” na początku lat 70., wtedy też nawiązał kontakt z grupą krakowskich publicystów i filozofów tworzących rodzaj prywatnego klubu politycznego. W działalność opozycyjną włączył się w końcu dekady, publikując w pierwszym podziemnym piśmie liberalnym „Merkuryusz Krakowski i Światowy” (1979–1980), którego wydawcą był asystent Akademii Górniczo-Hutniczej Robert Kaczmarek, tekst Jak zachować władzę w PRL?, w którym proponował komunistom zawarcie ugody na zasadzie rezygnacji z utopii socjalistycznej i wprowadzenia zasad liberalizmu ekonomicznego w zamian za pozostawienie im władzy politycznej. Wtedy też zaczął formułować koncepcję „antykomunizmu twórczego”, polegającego na stanowczej opozycji wobec ideologicznej utopii przy gotowości do politycznej ugody z reżimem. Ogłosił także na łamach „Merkuryusza” w 1979, pod pseudonimem Adolf Romański, manifest Kim są liberałowie?.
Po powstaniu „Solidarności”, chociaż początkowo nie zamierzał się angażować w działalność związkową, w końcu roku 1980 został jednak doradcą Komisji Robotniczej Hutników NSZZ „Solidarność”, w 1981 roku członkiem Sekcji informacji Zarządu Regionu NSZZ „Solidarność” Małopolski i redakcji jej pisma „Goniec Małopolski”, a od lipca 1981 roku rzecznikiem prasowym Zarządu Regionu. W czerwcu 1981 roku z jego inicjatywy na Uniwersytecie Jagiellońskim założono Klub Inicjatyw Gospodarczych. We wrześniu 1981 roku rozważany był jako kontrkandydat Janusza Onyszkiewicza na stanowisko rzecznika prasowego I Krajowego Zjazdu Delegatów NSZZ „S” w Gdańsku. W stanie wojennym ukrywał się przez kilka tygodni, od marca 1982 roku współpracował z krakowskim pismem podziemnym „13 grudnia” (potem „13”), szybko został jego redaktorem naczelnym i głównym publicystą. Współpracował z konserwatywno-liberalnym kwartalnikiem „Stańczyk”. Zaangażował się także w niezależną działalność edukacyjną, wygłaszając odczyty w kościołach i klasztorach. W 1984 współtworzył ze Stanisławem Stommą działający nielegalnie do sierpnia 1988 Klub Myśli Politycznej „Dziekania” i pełnił w nim funkcję wiceprezesa. Był inicjatorem prawicowego salonu politycznego i popularyzatorem idei tworzenia towarzystw gospodarczych (czego rezultatem stała się zarejestrowana w grudniu 1988 roku Akcja Gospodarcza), współtworzył Krakowskie Towarzystwo Przemysłowe. W 1987 roku został członkiem Prymasowskiej Rady Społecznej, gdzie opracowywał projekty fundacji na rzecz rozwoju polskiego rolnictwa. Od grudnia 1988 roku członek Komitetu Obywatelskiego przy Lechu Wałęsie. W styczniu 1989 roku wyjechał na stypendium do Stanów Zjednoczonych, z powodu choroby pozostał tam na leczeniu. Zmarł 15 października 1989 roku w Bethesda. Opublikował m.in. Odrodzenie ducha. Budowa wolności, Liberalizm a chrześcijaństwo, Duch nadchodzącego czasu.  Został pochowany na Cmentarzu Salwatorskim (sektor SC12-3-1). Pośmiertnie został odznaczony Krzyżem Komandorskim Orderu Odrodzenia Polski (2007).

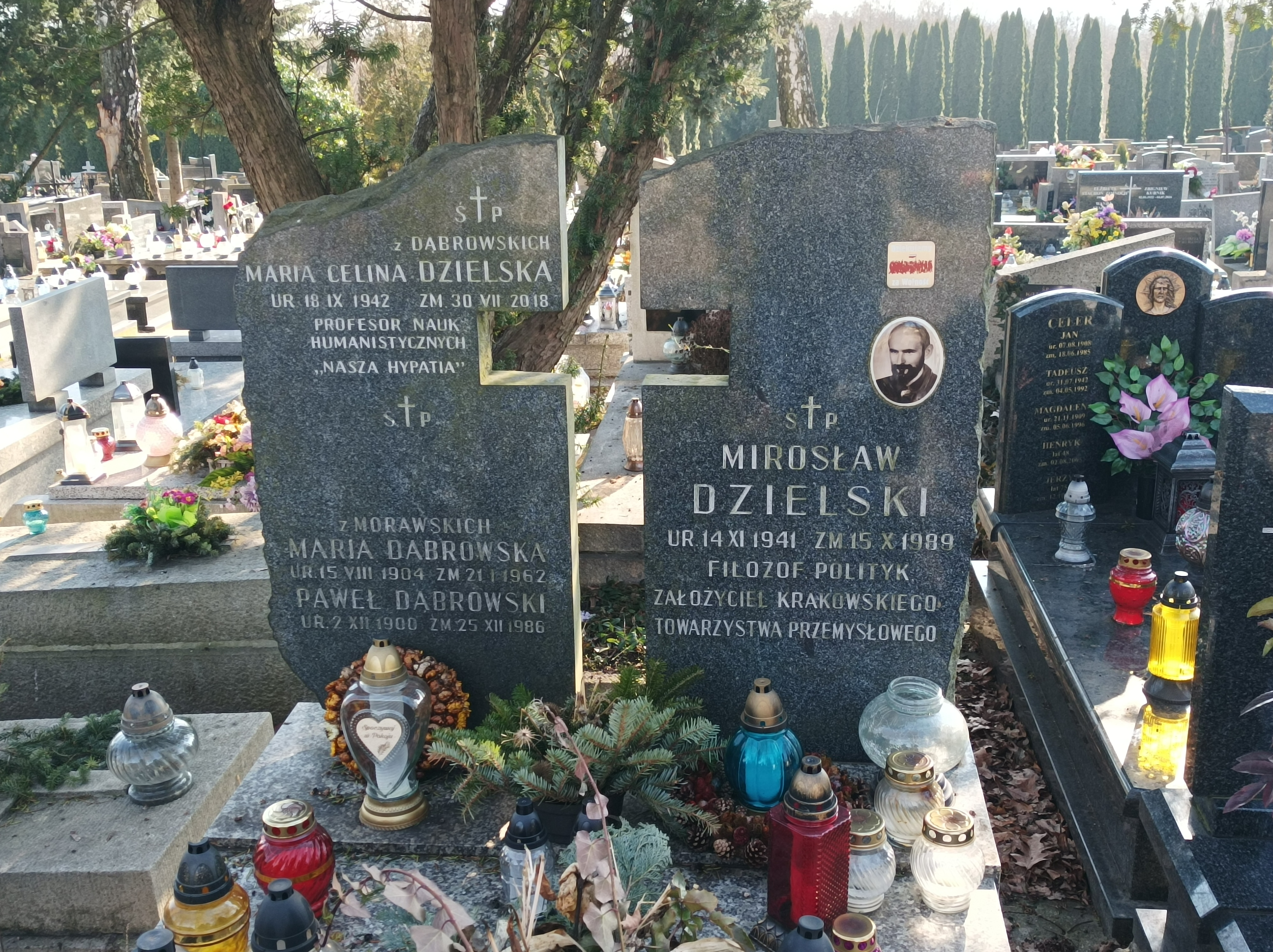
Grób Mirosława Dzielskiego na Cmentarzu Salwatorskim

## Poglądy

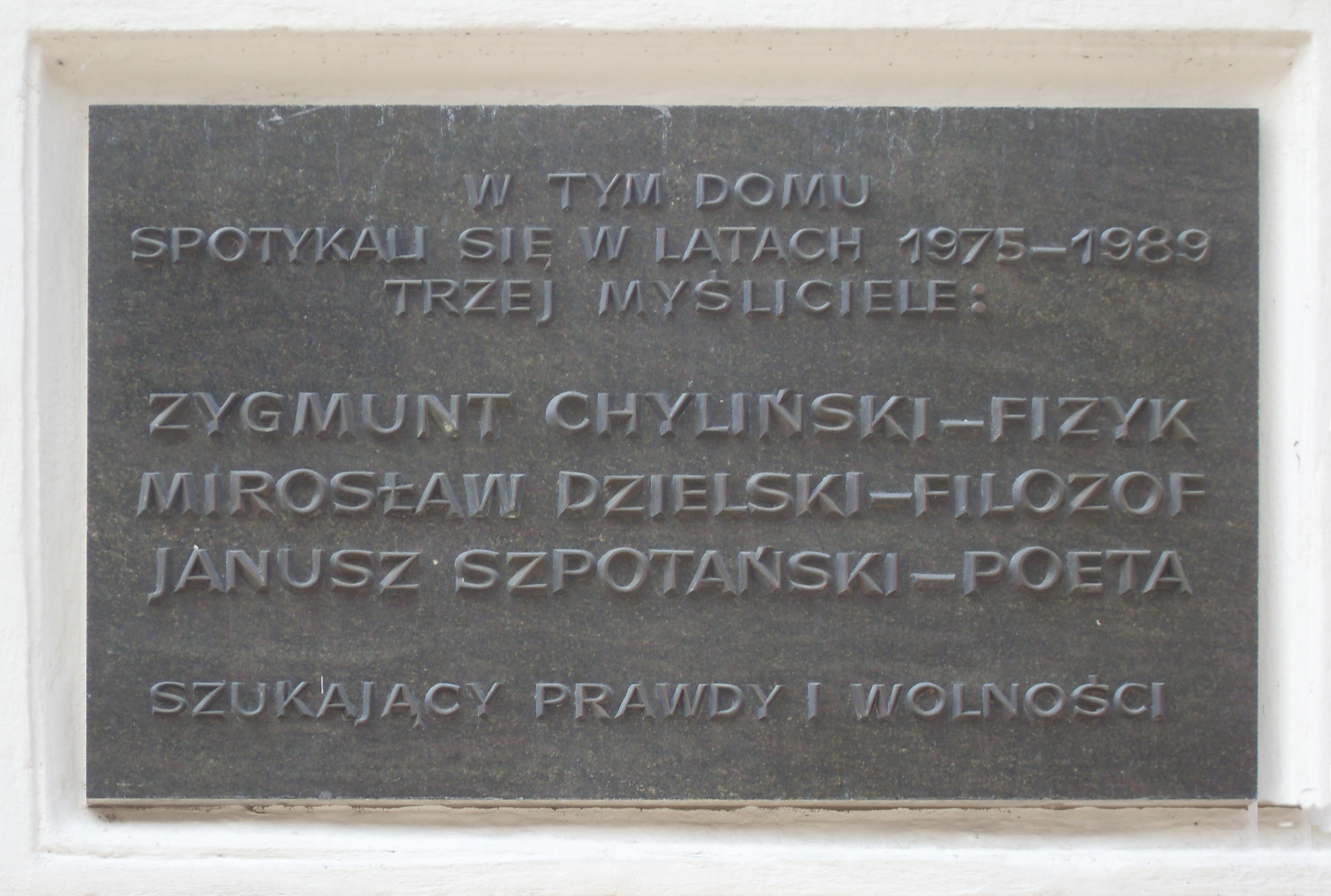
Tablica pamiątkowa na kamienicy przy ul. Poselskiej 24 w Krakowie

Dla Mirosława Dzielskiego jako liberała najważniejszą sprawą było zdobycie wolności. Nie utożsamiał jej jednak z ustrojem demokratycznym, uważał bowiem, iż demokracja może ograniczać wolność, najpierw należy zdobyć wolność w sferze gospodarczej, aby potem wolnymi krokami wprowadzić ustrój demokratyczny. W celu zdobycia wolności w sferze gospodarki proponował zawiązanie kompromisu z władzami komunistycznymi. Ów kompromis miał polegać na tym, iż komuniści zachowaliby władzę polityczną, mieliby nadal możliwość bogacenia się, jednak musieliby odejść od gospodarki socjalistycznej na rzecz wolności ekonomicznej przyznanej obywatelom. Ze strony Dzielskiego była to zachęta do całkowitej kapitulacji ideologicznej władz komunistycznych za cenę określonych materialnych korzyści. Propozycja pada w momencie, gdy władza tak naprawdę żyje w chaosie, w niepewności. Osobom sprawującym władzę w państwie komunistycznym zależy na utrzymaniu stanowiska. Dzielski uważał, że nie należy występować przeciwko konkretnym osobom, lecz przeciw ideologii, a proponowany przez niego kompromis jest połączeniem liberalizmu ekonomicznego z zasadami etyki chrześcijańskiej. Moralnym fundamentem programu Mirosława Dzielskiego jest chrześcijańskie wybaczenie. Ceną za pozostawienie władzy w rękach komunistów miał być spokój społeczny, możliwość bogacenia się społeczeństwa, nieskrępowana działalność na rynku, to z kolei miało przyczynić się do wprowadzenia ustroju demokratycznego.
Dzielski krytykował socjalizm z punktu widzenia jednostki. Uważał, że w społeczeństwie kapitalistycznym, gdzie produkcja jest zorganizowana przez rynek, każdy, kto chce się wzbogacić pracuje wydajniej, bo dla siebie. Natomiast w socjalizmie, gdzie dochód narodowy jest rozdzielany przez rząd, każdy zamiast pracować na siebie, czeka, aż przypadnie mu w podziale dochód z pracy innego człowieka.
Mirosław Dzielski, choć uważał, że instytucja państwa powinna istnieć, chciał ograniczenia jego kompetencji. Według niego państwo powinno się zajmować obroną wolności obywateli, obroną kraju, pilnowaniem porządku. Natomiast opieką społeczną, szkolnictwem, służbą zdrowia czy ubezpieczeniami powinien zajmować się sektor prywatny. Obawiał się wzrostu potęgi państwa do tego stopnia, że mogłoby ono ograniczyć wolności obywateli. Dlatego rolę państwa powinno się ograniczyć do minimum. Jednakże nie należy dążyć do odebrania socjalistycznej władzy wielkich fabryk, ale starać się o zakładanie obok nich drobnych firm, spółek i spółdzielni pracy, w których ludzie uczyliby się zasad racjonalnego gospodarowania. Idee Dzielskiego byłyby zatem wizją kapitalizmu ludowego drobnych wytwórców, działających lokalnie i oddolnie, a więc ewolucyjnie, w warunkach narodowej gospodarki mieszanej.

## Życie prywatne
Syn Wiesława Dzielskiego i Zofii z domu Ledźwoń. Żonaty z historyczką Marią (1942−2018, de domo Dąbrowska, primo voto Józefowicz), miał jednego syna – Witolda.
W latach 80. spędzał wakacje w domku letniskowym w Łopusznej, gdzie napisał wiele ze swych prac.

## Upamiętnienie
W Krakowie jest ulica jego imienia, a także działa Centrum im. Mirosława Dzielskiego.